# Саму Маноа
Саму Маноа (енгл. Samu Manoa; 5. март 1985) професионални је рагбиста и репрезентативац САД који тренутно игра за Тулон.

## Биографија
Висок 201 цм, тежак 122 кг, Маноа је 4 године играо за славни енглески рагби јунион клуб Нортхемптон Сеинтс, пре него што је прешао у Тулон. За репрезентацију САД је до сада одиграо 14 тест мечева и постигао 2 есеја.